# Nelly Mbangu
 (juin 2020).
Nelly Mbangu est une militante congolaise des droits de la femme et de l'enfant. Elle a participé à de nombreuses organisations non gouvernementales dans ce domaine et a cofondé un mouvement regroupant 30 organisations ayant des objectifs similaires. Elle est une femme défenseur des droits de l'homme et la coordinatrice de l'Aide et Action pour la Paix (AAP). En outre, Aide et Action pour la Paix travaille sur des questions de bonne gouvernance et de résolution des conflits liés aux droits fonciers. Ces questions affectent souvent les femmes, c'est pourquoi Aide et Action pour la Paix relie ces sujets entre eux afin d'avoir un impact positif sur la situation des droits de l'homme au niveau local.

## Biographie

### Vie privée
Nelly Mbangu a étudié le droit à l'ULPGL Goma et à l'université de communication de Chine. Elle a vécu à Goma pendant la deuxième guerre congolaise. Elle est mariée et a six enfants.

## Carrière
Nelly Mbangu fait campagne pour les droits et la promotion de la femme Congolaise et de l'enfant au Nord-Kivu, en république démocratique du Congo,. L'un de ses principaux objectifs est d'enseigner aux enfants que les femmes peuvent avoir des rôles importants en dehors de leur propre foyer. En 2000, Mbangu a salué la mise en œuvre de la résolution 1325 du Conseil de sécurité des Nations Unies, qui a accru la participation de la femme aux missions de paix et de sécurité des Nations unies; elle avait vu de première main comment les blocages dans l'accès aux services avaient eu un impact sur les femmes dans les camps de réfugiés.
Mbangu est cofondatrice et présidente de la Dynamique des femmes juristes (DFJ), une organisation non gouvernementale qui œuvre pour sensibiliser aux problèmes des droits de la femme dans l'est du Congo,. Le DFJ cherche à fournir des conseils juridiques aux femmes et à améliorer leur accès à la justice. DFJ fournit également une aide financière, des soins psychologiques et des services sociaux aux victimes de violences sexuelles et domestiques.
Mbangu a été directrice du Democracy Research Center, une organisation dirigée conjointement par Development Alternatives Incorporated, USAID et le camp de réfugiés de Goma, de 2006 à 2008. Elle a été chef de projet pour HelpAge International d'octobre 2009 au 31 mars 2011. D'août 2012 à janvier 2017, Mbangu a été coordinatrice d'Aide et Action pour la Paix (AAP), une organisation qui cherche à améliorer les droits de la femme et de l'enfant, à promouvoir la bonne gouvernance, à résoudre les litiges fonciers et à protéger l'environnement et les ressources naturelles. Mbangu siège au comité directeur de l'AAP Afrique.
En décembre 2016, elle et son mari ont reçu plusieurs menaces de mort d'un appelant anonyme.
Mbangu a également contribué à la création de Sauti ya Mama Mukongomani, dont elle est coordonnatrice (Voix de la femme congolaise), un « mouvement de femmes pour la paix et la sécurité » qui rassemble 30 des principales organisations de femmes au Congo. Depuis février 2017, elle est chargée de programme au Fonds pour les femmes congolaises.